# Tratado dos Pirenéus
O Tratado dos Pireneus (português brasileiro) ou Tratado dos Pirenéus (português europeu) (em francês: Traité des Pyrénées, em castelhano: Tratado de los Pirineos, em catalão: Tractat dels Pirineus, também denominado de Paz dos Pireneus/Pirenéus ou Paz de 1659, foi um acordo de paz entre França e Espanha assinado por Jules Mazarin e Dom Luis de Haro y Guzmán em 7 de novembro de 1659 na Ilha dos Faisões. Além de colocar fim à guerra franco-espanhola, o tratado estabeleceu o casamento entre Luís XIV, o Rei-Sol, e a infanta Maria Teresa de Habsburgo, filha do rei espanhol Filipe IV.
Com o tratado de paz, ela e perdeu territórios como Rossilhão, Cerdanha, Artois e alguns lugares de Flandres, além de Portugal, que fazia parte da União Ibérica desde 1580, através da Restauração Portuguesa. Mesmo com as perdas causadas no território espanhol, a paz com a França era fundamental. Por outro lado, após a Guerra dos Trinta Anos, a França crescia cada vez mais, e o objetivo de Luís XIV era ter maior influência e domínios que Filipe IV, mesmo o monarca espanhol sendo seu tio e sogro. Sendo, o tratado, fundamental para a imposição da hegemonia francesa que iria ocorrer na Europa nas décadas seguintes.
O Tratado dos Pireneus contém 180 páginas, originalmente escritas em francês. Atualmente, existem transcrições em várias línguas, entretanto ainda não existem traduções para a língua portuguesa.

## Antecedentes
Ao final da desastrosa Guerra dos 30 anos (1618 - 1648) - com um saldo de oito milhões de mortos, sendo uma das maiores guerras europeias até as duas Guerras Mundiais no século XX - uma série de tratados foram assinados entre os países envolvidos com o intuito de terminar o conflito, tratados esses conhecidos como Paz de Vestfália. Por conta de um dos pontos do acordo, os franceses anexaram alguns territórios, impedindo o acesso da Espanha aos Países Baixos. França e Espanha estenderam os combates até 1659, momento que ficou conhecido como Guerra franco-espanhola. A Guerra foi dividida em duas fases:

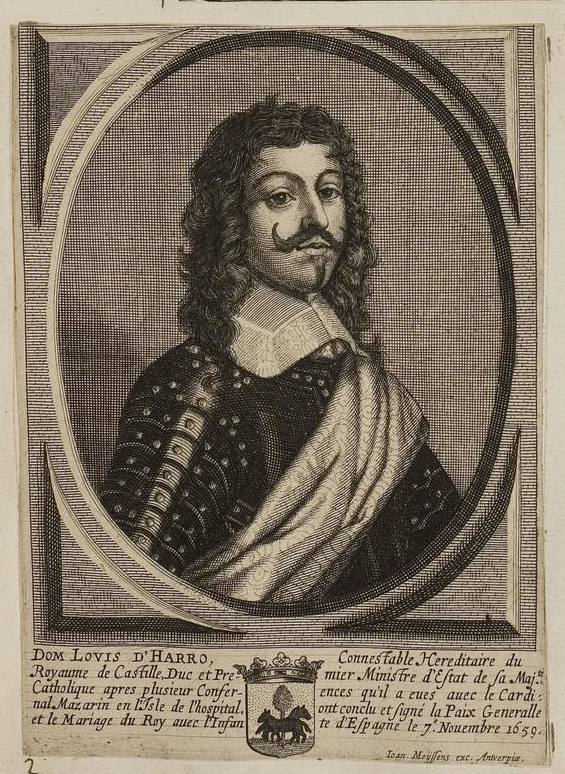
Dom Luís de Haro y Gusmán. MEYSSENS, Joannes. Descrição: Gráfico da fita nº 1 do Fürstlich Waldecksche Hofbibliothek Arolsen. Entre 1659-1670. 565 × 774 (495 kB).

Na primeira fase, que vai até 1654, a França interveio na Revolta de Catalunha em 1640, mas apesar disso, foi um período de derrotas e dificuldades por parte da França, devido às chamadas Frondas, guerras civis que ocorriam no país e que receberam apoio da Espanha. Já na segunda fase, posterior a 1654, o fim das guerras civis na França e sua consequente estabilização permitiu que ela se recuperasse e avançasse na guerra franco-espanhola. Após 23 anos de confrontos, com o auxilio dos ingleses, a França saiu vitoriosa, impondo o Tratado dos Pirenéus aos espanhóis no ano de 1659.

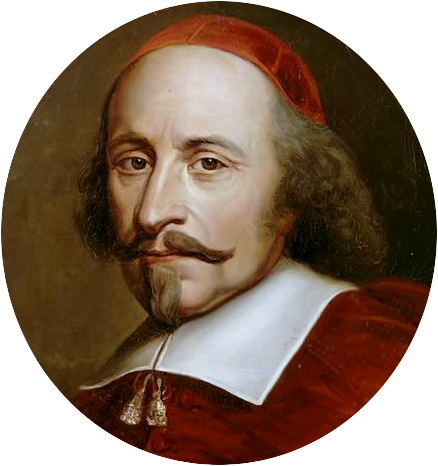
Cardeal Jules Mazarin. CHAMPAIGNE, Philippe de. Jules Mazarin. Séc XVII. Pintura. 438 × 466 (251 kB).

Um dos grandes responsáveis pelo tratado foi  o cardeal Júlio Mazarino (que educou o politicamente o Rei Luís XIV quando era criança),  e que após a morte de Luís XIII de França, foi nomeado pela rainha viúva Ana da Áustria como ministro, no lugar de Cardeal de Richelieu. Ao chegar ao poder, Mazarin buscou acabar com a guerra entre a Espanha e a França, a qual impunha como condição por parte da Espanha, o abandono do auxílio que Portugal recebia indiretamente da França. De resto, sem que houvesse uma batalha decisiva e as tropas espanholas não tendo se voltado contra Portugal, o assunto ficaria resolvido. A Guerra da Restauração em Portugal limitava-se a pequenas escaramuças de fronteira, a que a batalha do Montijo, ganha por Matias de Albuquerque, veio dar novo movimento.
A vitória portuguesa em Linhas de Elvas animou D. Luísa de Gusmão a enviar o conde de Soure a França como embaixador para pedir auxílio, embora as custas da coroa portuguesa, e, ao mesmo tempo, solicitar a formação da Liga Formal com a França, para que tanto se empenhara D. João IV. Com a França evitando ao máximo o selamento dessa aliança formal e exposta, já que era de seu interesse apoiar secretamente D. João IV e selar um acordo com Castela, exercendo influência sobre as duas partes Ibéricas, tirando vantagens dessa situação e tornando-se uma potência hegemônica na Europa. Quando o embaixador chegou, teve conhecimento das conversações francesas com a Espanha e procurou mesmo assim encontrar-se com o cardeal, mostrando-lhe como Portugal não deveria ser excluído do tratado de paz, apoiado pelo marechal Turenne. De nada valeram as promessas de D. Luísa de conceder-lhe o arcebispado de Évora e seus rendimentos e ainda a oferta de um milhão de cruzados.

## Preparativos

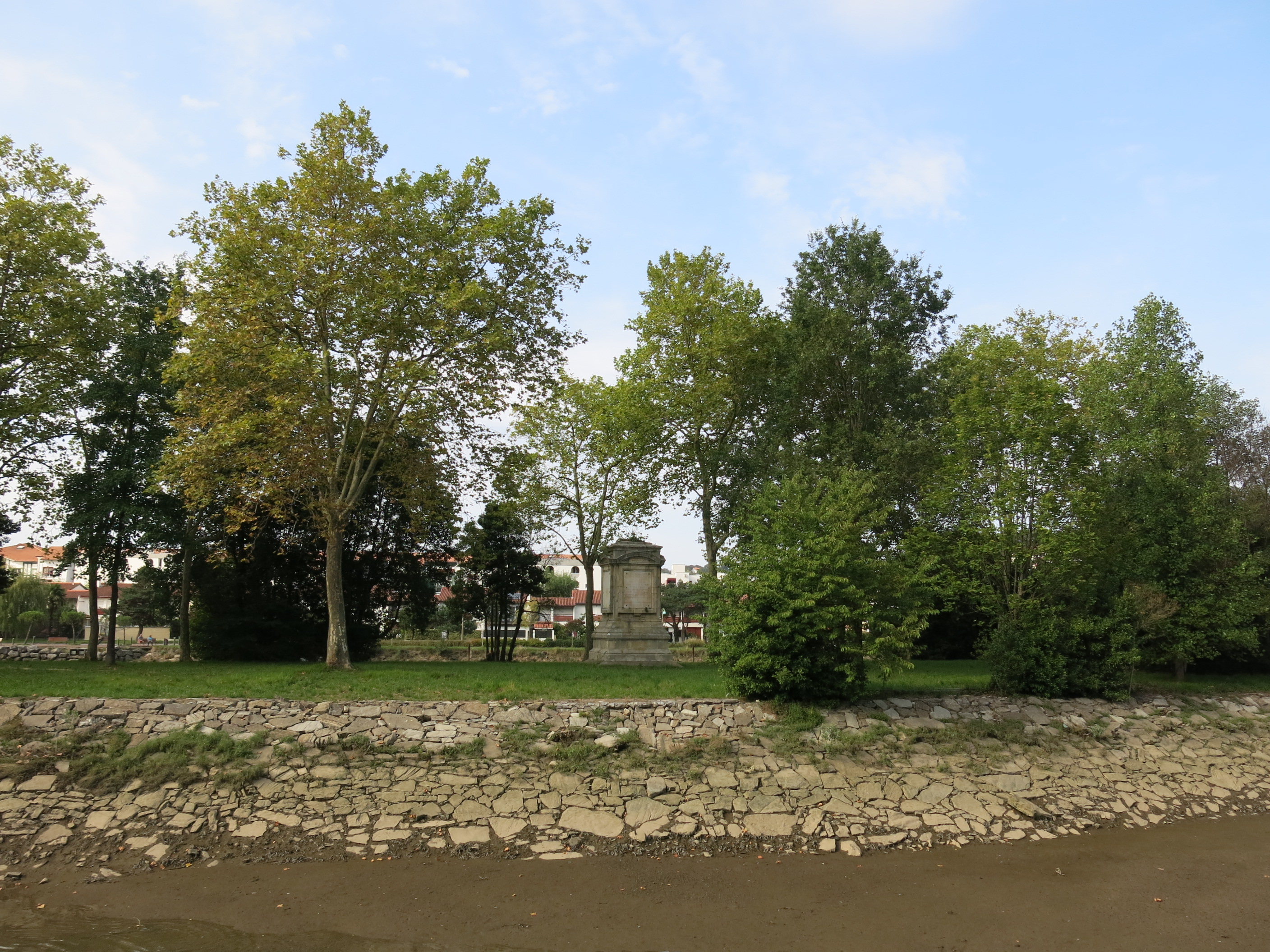
No centro da Ilha dos Faisões está localizado um memorial do Tratado.TANGOPASSO. Descrição: Memorial do tratado dos Pirenéus na ilha dos Faisões. 22/09/2016. Fotografia própria. 2 816 × 2 112 (2,73 MB).

Os preparativos para o tratado de paz se iniciaram na Ilha dos Faisões, um local propício para acordos diplomáticos, pois se tratava de uma divisão natural entre os dois reinos, sendo um símbolo de encontro e neutralidade.
Felipe IV  foi representado por D. Luís de Haro, o vencido das Batalhas das Linhas de Elvas, sendo o tratado assinado e ficando o reino de Portugal excluído por se considerar (pela Espanha) que o mesmo teria de voltar a fazer parte do reino espanhol, sendo a não interferência francesa no conflito Ibérico uma das exigências do reino espanhol. Tendo esse imbróglio entre Espanha e Portugal se arrastado até a década seguinte, com Portugal declarando sua independência.

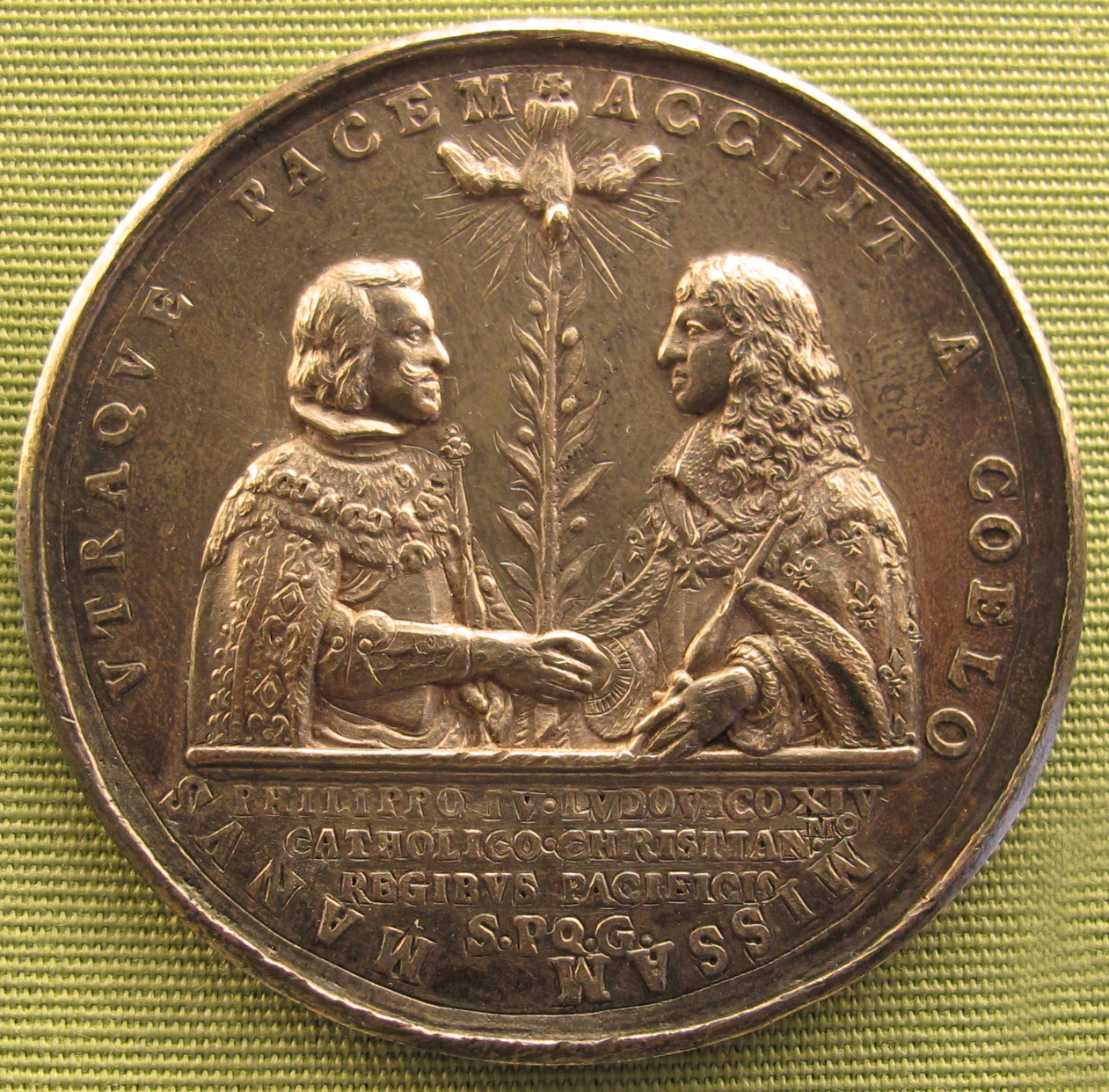
Medalha comemorativa do tratado, datada de 1660. No objeto o rei espanhol Filipe IV cumprimenta o rei francês Luís XIV. Hardy, Jean. Descrição: Luís XIV e Filipe IV da Espanha, paz dos Pirenéus. 1660. 1 261 × 1 242 (1,59 MB).

Luís XIV foi representado pelo Cardeal Mazarin, um influente sacerdote que foi tutor do então rei da França, ensinando-o sobre política, arte, literatura, óperas e modos, além de ser responsável pela imagem que o rei deveria passar aos seus súditos, incluído nisso o dever de lhe ensinar como simular e dissimular. O mesmo permaneceu no posto entre os anos de 1643 e 1661. No ano de 1660, o clérigo esteve envolvido na polêmica da construção de uma estátua comemorativa do monarca francês relacionada ao Tratado dos Pirenéus na cidade de Roma sem a autorização do papa. No mesmo ano, planejou as bodas reais de Luís XIV e Maria Teresa, organizando uma luxuosa entrada em Paris.
As negociações de paz começaram em julho de 1656 em Madrid, conduzidas pelo estadista francês Hugues de Lionne e pelo espanhol D. Luis de Haro. Os acordos demoraram bastante porque na época os tratados de paz entre dois reinos costumavam envolver contratos de casamento entre as duas famílias reinantes. Neste caso, estavam envolvidos a infanta Maria Teresa, filha do rei Filipe IV de Espanha, e o seu primo duplo, o rei de França Luís XIV, ambos com 21 anos de idade, Para obrigar Filipe IV a oferecer a sua infanta à corte real francesa, Mazarino fingiu pretender casar o rei com Margarida Violante de Saboia, filha de Vítor Amadeu I, Duque de Saboia.

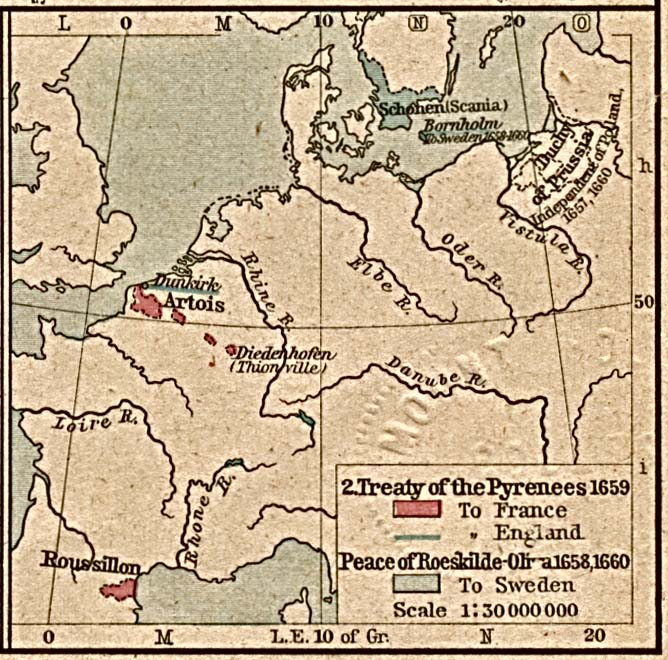
Trocas territoriais acordadas no Tratado dos Pirenéus. Cortesia da Universidade do Texas, em Austin.DESCONHECIDO. Courtesy of the University of Texas Libraries, The University of Texas at Austin. Mapa. 668 × 660 (126 kB).

## O conteúdo do Tratado
Uma característica bem presente no tratado é que: com a vitória dos franceses (e por isso com maior controle sobre a negociação) muitos domínios espanhóis passaram a pertencer à França.

###### Artigos 1 a 34
As páginas iniciais além de introduzir os ocorridos e tratarem de como se deu o acordo, também estabelecem regulamentos administrativos, comerciais, de guerra e outros.

###### Artigos 35 ao 41
Tratam das conquistas francesas dos Países Baixos Espanhóis, na região Norte e Nordeste da França. Com estes artigos, o reino francês anexava ao seu território:
- Condado de Artois (exceto Aire-sur-la-Lyse e Saint-Omer)
- Conquistas ao Norte: comunas de Bourbourg, Gravelines, Saint-Venant, Avesnes, Landrecies e Le Quesnoy (região de Altos da França)
- Conquistas ao Nordeste: Bispado de Verdun (inclui cidades como Metz, Verdun, Henao e Toul) [21]
- Conquistas de Luxemburgo: comunas de Marville, Chauvency-le-Château, Ivoy-le-Pré, Montmédy, Damvillers e a cidade de Thionville.

###### Artigos 42 ao 60
Tratam das conquistas francesas na região fronteiriça com a Espanha. Tudo isso foi decidido na Conferência de Ceret, entre os dias 22 de março e 14 de abril de 1660, realizada no Convento Capuchino de Ceret. Com isso a França anexava ao seu território:
- Condado de Rosilhão
- Comarca de Vallespir
- Comarca da Alta Cerdanha
- Comarca de Conflent
- Comarca de Capcir

O artigo 42 fala sobre a fronteira definitiva entre os dois países, quando a cordilheira dos Pirenéus passava a ser o limite territorial entre ambos. O texto do artigo deixa claro que o direito de livre circulação de camponeses e pastores franceses e espanhóis na região das montanhas seria preservado.
No dia 12 de Novembro de 1660 foi negociado o Tratado de Llívia, onde 33 povoações na zona fronteiriça passaram para o domínio francês (já previsto no artigo 42).
Artigo 60:
O rei de Espanha declarou consentir a reposição das relações com a França, com a finalidade de evitar a continuação da guerra. Luís XIV concordaria que, se lhe fossem concedidos três meses para poder mandar a Portugal um emissário que iria acertar as relações com o monarca português e, no caso das suas diligências não darem resultado, comprometia-se o rei de França a não dar auxílio a Portugal, direta ou indiretamente, não permitindo o recrutamento de voluntários nos seus estados, nem a consentir a passagem dos que pudessem vir de outros países em socorro do reino lusitano.
Jules Mazarin, em cumprimento do tratado, enviou a Lisboa o Marquês de Chouppes, a fim de obter que Portugal se reduzisse ao estado anterior ao ano de 1640, quando Portugal era anexado politicamente ao reino espanhol. O marquês não obteve sucesso absolutamente nada, apesar dos seus esforços em convencer a rainha regente a aceitar as propostas da Espanha, segundo as quais os duques de Bragança passariam a desempenhar as funções de Governadores e vice-reis perpétuos de Portugal, sob a fiança de Luís XIV.
Artigo 61:
Este artigo trata da renúncia do rei espanhol em relação a região da Alsácia (o que estava de acordo com o Tratado de Münster, elaborado durante a Paz de Vestfália) e a indenização francesa ao Arquiduque da Áustria por conta deste e outros territórios perdidos.
Artigos 62 ao 78:

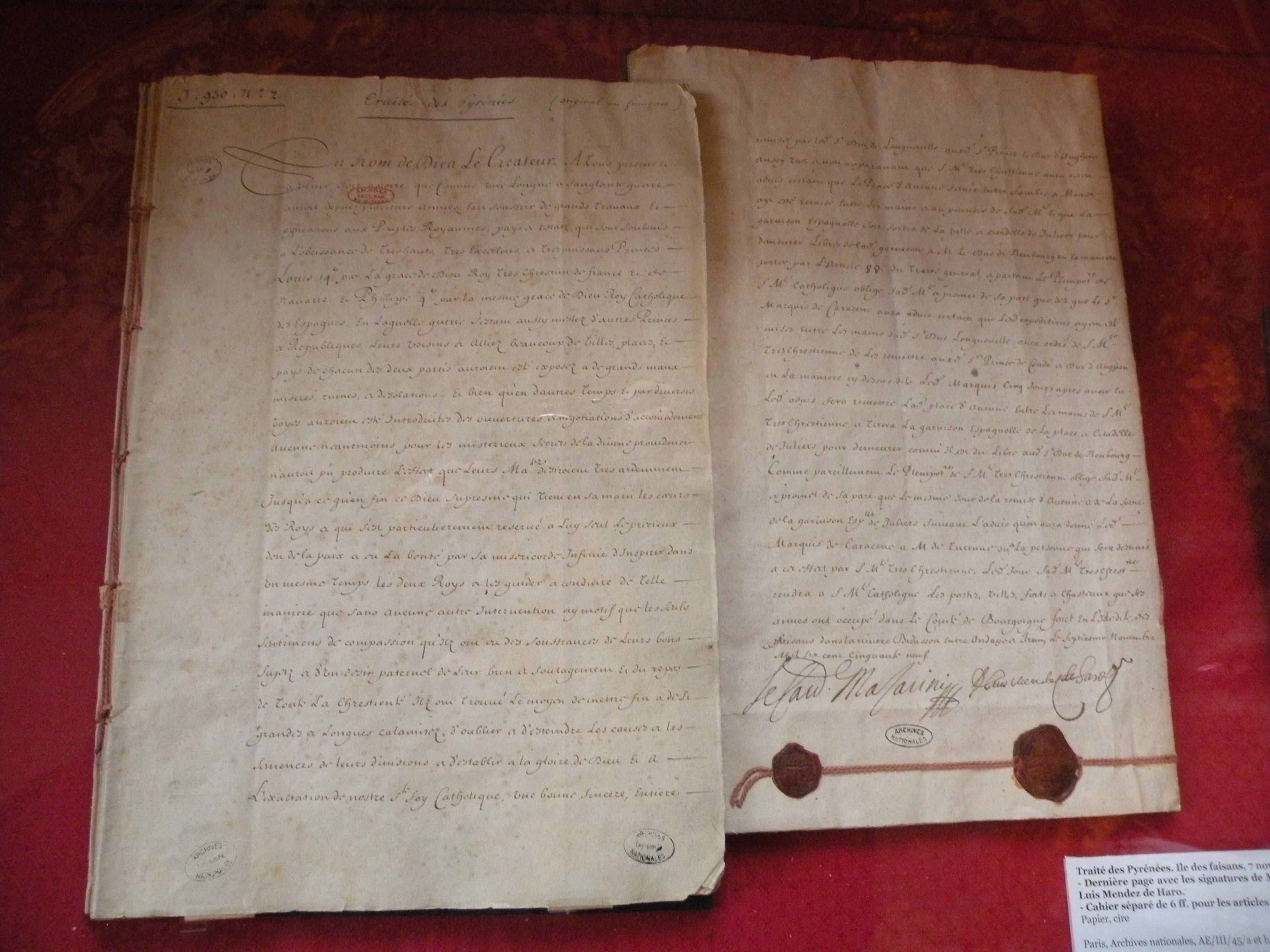
Documento original do Tratado dos Pirenéus, com as assinaturas do Cardeal Mazarin e de Dom Luís de Haro y Guzmán, localizado no Musée des Archives Nationales. CHATSAM. Descrição: Tratado dos Pirenéus, assinado pelo Cardeal Mazarin e Luis de Haro em nome de seus respectivos governantes e terminando a guerra entre França e Espanha, primeira e última páginas (Museu Nacional de Arquivos, Hôtel de Soubise). 2016. Fotografia. 3 648 × 2 736 (1,63 MB).

Estes artigos tratam do Ducado de Lorena e do Ducado de Bar. Somente por meio do Tratado de Vincennes, realizado em 1661 entre Luís XIV e o duque Carlos IV de Lorena e Bar, foi decido que o Ducado de Bar passaria a pertencer à França, entretanto Lorena continuaria sob domínio estrangeiro até 1766.
Artigos 79 ao 88:
Esses trechos abordam o futuro do Principado de Condé. Mostrando as suplicações que o príncipe de Condé Luís II fez ao Cardeal Mazarin por um perdão real, devido a seus antigos atos que prejudicaram o reino francês, além de um levante arquitetado por ele contra o Rei Luís XIV. Sendo impostas a ele (Luís II) algumas condições para que seu pedido fosse acatado, tendo como principal o que ele desarmasse suas tropas, cavalarias e infantaria e os demitissem. Recebendo logo depois o requisitado pedido de perdão.
Artigos 89 ao 105:
Tratam de alguns outros interesses franceses envolvendo a região da Itália.
Artigos 105 ao 124:
Além de ceder territórios ao Reino da França, o tratado tinha cláusulas secretas que estabeleciam o casamento entre Luís XIV e a infanta Maria Teresa da Espanha. Para que isso acontecesse, Luís XIV teria que renunciar todos seus direitos à coroa espanhola e em troca, o rei francês receberia um dote de 500 mil escudos franceses de ouro. Essa quantia nunca foi paga, o que resultou na Guerra de Devolução, em 1667. Por conta desse calote, mais tarde Luís XIV apoiou os direitos de seu neto, o Duque de Anjou, à sucessão do trono espanhol.

## Consequências

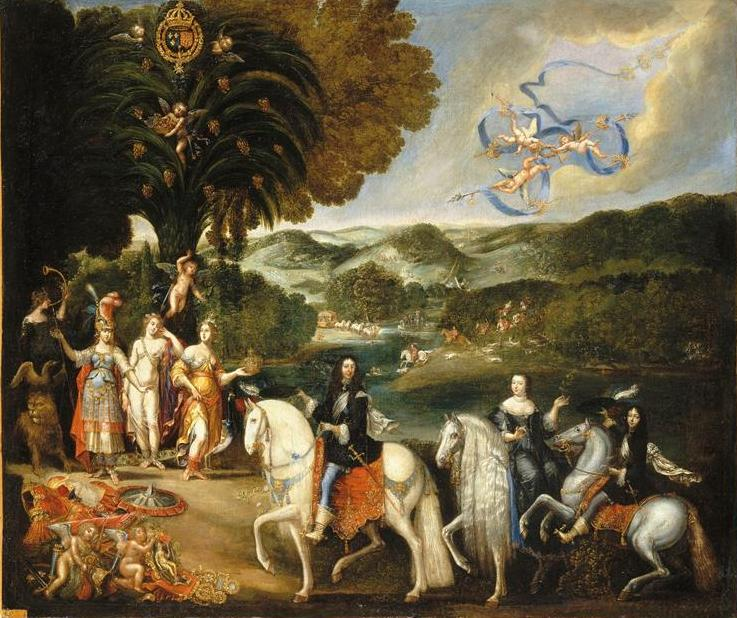
Alegoria do Tratado de Paz dos Pirenéus. Deruet, Claude. Alegoria do Tratado de Paz dos Pirenéus. 1659. Óleo sobre tela. 98 x 115 cm.

O período pós-tratado foi repleto de mudanças na geopolítica internacional e na disputa pela hegemonia europeia, principalmente para a Espanha e para França, além de demonstrar significativas transformações nas políticas empregados pelos reinos. Além disso, o casamento que foi condição necessária para o firmamento do tratado, também trouxe transformações para a corte francesa.

###### Espanha
Após o firmamento do Tratado dos Pirenéus entre França e Espanha, acabando com o último conflito remanescente da Guerra franco-espanhola, houve um declínio da força política que a Espanha possuía na Europa e nos mares. Somaram-se ainda perdas territoriais significativas daquele período, como os territórios que futuramente seriam o Brasil, já que esses territórios pertenciam a Portugal, que teve sua independência do Império Espanhol facilitada pelo foco do país na guerra. Desta forma, a Espanha e o Império Habsburgo perdiam o status de potências hegemônicas na Europa. Posto que o império espanhol nunca mais retomou para si, sendo, a partir de então, um império sem o prestígio e influência na Europa que um dia tivera.

###### França
A França, após todos os tratados de paz que selaram fim aos conflitos gerados pela Guerra dos Trinta Anos (como o de Vestfália e o dos Pirenéus) se tornou uma força quase hegemônica na Europa e no cenário internacional, aumentando seu poder bélico logo após o firmamento do tratado com a Espanha.  Iniciava-se assim um dos períodos mais prósperos da Monarquia francesa, com a grande influência internacional de Luís XIV, o "Rei Sol". 

###### O casamento

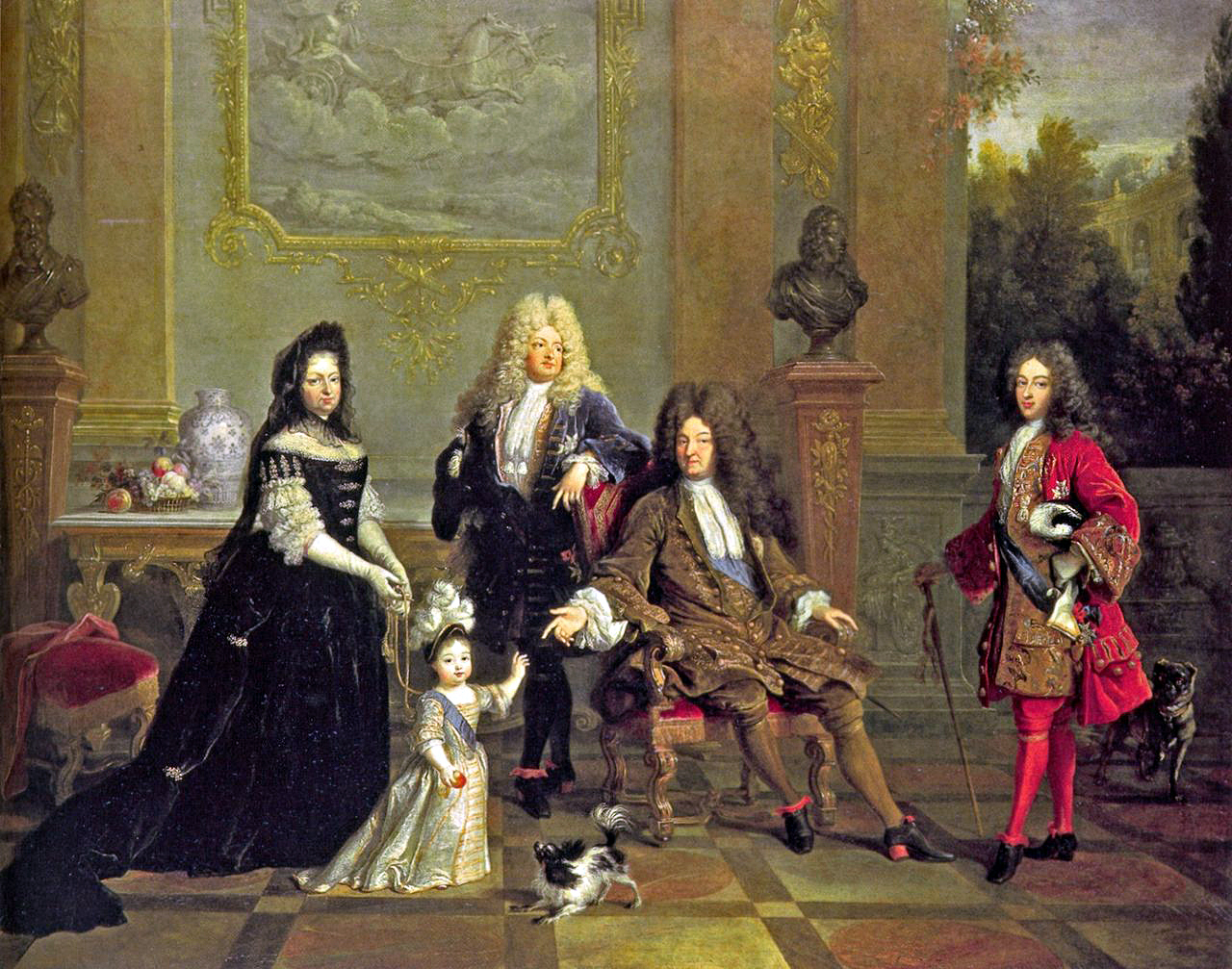
Representado em sequência da esquerda para a direita: A Madame de Ventadour (governanta do rei); Luís, Duque da Bretanha (segundo filho de Luís e Maria Adelaide); Luís, Grande Delfim de França (filho de Luís XIV e Maria Teresa da Espanha); Luís XIV e Luís, Duque da Borgonha (filho do Grande Delfim e neto de Luís XIV).LARGILLIERRE, LARGILLIERRE, Nicolas de. Luís XIV e sua família. 1710. Óleo sobre tela. 127 x 160 cm.

O matrimônio de Luís XIV e Maria Tereza foi realizado em uma solenidade luxuosa. Logo após, ocorreu uma grande cerimonia no dia 26 de agosto de 1660, comemorando a volta à Paris do rei e da nova rainha após as núpcias do casal. Este evento contou com desfiles, cerimônias e a entrega da chave da cidade ao Rei. O matrimônio gerou um filho: Luis de França, também chamado de O Grande Delfim, que era cotado como o provável sucessor de Luís XIV. Nas memórias de Luís XIV ditadas para seu secretário Périgny a partir de 1668, o monarca pretendia que seu filho tivesse apoio e conhecimento suficiente para reinar, dando-o dicas sobre como governar. O documento era confidencial deveria ser entregue ao Delfim quando ele completasse 17 anos. A obra não foi concluída devido ao início da Guerra da Holanda, em 1672. O provável sucessor nunca chegou ao trono francês, tendo falecido quatro anos antes da morte de seu pai. Assim como o filho de Delfim, Luís Duque da Borgonha, que também foi a óbito antes de seu avô.

###### Políticas
Até o fim do século XVII, existiram nos Pirenéus “faceries”, ou seja, acordos entre as comunidades de pastores espanhóis e franceses. Esse método de divisão foi resultado dos próprios conflitos locais, distante das políticas dos Estados. Com a ajuda de topógrafos, foi delimitado esse território entre a Espanha e França, causando grande revolta da comunidade local e gerando conflitos. Ocorrendo a delimitação definitiva da fronteira entre os países apenas séculos depois com os tratados de Bayonne. Entretanto, este momento pós Tratado dos Pirenéus marcou a passagem do que significaria “fronteira”, isto é, não eram mais formas práticas de manter as relações locais, mas sim fronteiras científicas-políticas, gerando uma abstração. Dessa forma, tal sociedade passava por um processo de mudança para o que podemos chamar de sociedade moderna, dominada pela técnica e pelo Estado.
O tratado estabeleceu uma delimitação de fronteira que sucedeu a paz entre as duas monarquias, o que resultou em um certo pioneirismo devido o embasamento cartesiano e racional para tal feito no século XVII, sem um protagonismo do Vaticano. As cordilheiras pirenaicas, contam com uma prerrogativa embasada em um critério geográfico. O tratado trouxe um importante entendimento de soberania entre os Reinos e suas relações diplomáticas, sendo fundamental para o direito internacional, com esse movimento iniciado pela Paz de Vestfália. A possibilidade da paz franco-espanhola se deu devido às concessões que ambas as Coroas fizeram. Isso se exemplifica no território onde se assinou o Tratado dos Pirenéus, a Ilha dos Faisões, administrada até hoje por França e Espanha. Apesar de ter implicado na perda de outros territórios na região de divisa desses países, o tratado dos Pirenéus apresenta um aspecto precursor para a diplomacia, tal qual é conhecida hoje.
O aspecto nacional espanhol emerge na historiografia espanhola dos anos 1950, com o tricentenário do Tratado, sendo amplamente relembrado de forma nostálgica. As comemorações do tricentenário se deram no período franquista, havendo também um certo enaltecimento da Coroa espanhola.